# Manifestaciones de amas de casa
Las manifestaciones de amas de casa eran movimientos de protesta contra el desabastecimiento y las restricciones durante la Segunda Guerra Mundial en la Francia ocupada, que reunían principalmente a mujeres, estando prohibidas las concentraciones callejeras por Alemania y el Régimen de Vichy.
Estas manifestaciones eran pacíficas, a menudo las mujeres iban acompañadas de sus hijos. Lo que exigían eran alimentos o productos esenciales frente a las prefecturas o las Casas Consistoriales. Las protestas tuvieron lugar principalmente entre noviembre de 1940 a julio de 1941, y entre noviembre de 1941 a septiembre de 1942, en diferentes departamentos de Francia, principalmente en la Isla de Francia, el Norte, el Paso de Calais y el Mediodía francés del Mediterráneo, en particular, donde el Partido Comunista Francés estaba muy consolidado.
Si bien estos movimientos fueron en parte una reacción espontánea a una situación dramática, también fueron el resultado de la movilización del Partido Comunista. Deben interpretarse como una forma de resistencia, específicamente femenina y vinculada al papel de ama de casa, que caracterizaba en gran medida a las mujeres de la época.

## Manifestaciones de mujeres

### Mujeres y niños
Aunque en la práctica las protestas en la calle estaban prohibidas durante la ocupación de Francia por las Fuerzas del Eje,se llevaron a cabo casi 240 de las llamadas manifestaciones de amas de casa. Las dificultades de abastecimiento han sido señaladas por la historiadora Danielle Tartakowsky como la causa que las caracteriza. Esta cifra correspondería a un mínimo, el número real es probablemente mayor. La invención de esta expresión es contemporánea a estas protestas y evidencia que fueron acciones novedosas.
Durante el siglo XIX, el modelo de ama de casa, que administraba su hogar con ingenio, incluso cuando trabajaban fuera, se impuso entre las mujeres, empezando por las ciudades. Esta figura adquirió importancia a partir de finales del siglo XVIII. Según el modelo clásico, que confiaba a las mujeres la gestión del hogar mientras el hombre está en la fábrica y, si bien, realizaban muchas tareas (lavandería, costura, cuidado de los niños, entregas) que les proporcionaban ingresos, era ella quien mantenía a la familia con el sueldo del marido. En el siglo XIX, las amas de casa, las mujeres de la clase trabajadora, mantenían sus hogares, cuidaban a sus hijos, preparaban la comida y se trasladaban desde el mercado donde compran alimentos para su familia hasta el lavadero donde realizan la colada mientras intercambian novedades e impresiones.Durante la ocupación, los esfuerzos para garantizar la supervivencia frente a las dificultades diarias, para alimentar, vestir y calentar a la familia recaían en gran medida sobre ellas. Las colas para conseguir alimentos o cualquier recurso están llenas de amas de casa.
Las manifestaciones de amas de casa reunieron a la gran mayoría de las mujeres, lo que supuso una ruptura con el período anterior a la guerra.Pueden estar concurridas por unas pocas decenas o por cientos. En la mayoría de los casos, son pocas en número, excepto en Sète, donde el 20 de enero de 1942, la participación puede estimarse en dos mil mujeres. Las manifestantes a menudo llevaban consigo a sus hijos,  a veces de forma masiva, como en La Ciotat el 12 de noviembre de  1941 donde la manifestación reunió a trescientas mujeres y cien niños y niñas.
Proceden en su mayoría de sectores de la clase trabajadora, cuya vida cotidiana se ve más debilitada por la escasez. Son, en su mayoría, esposas de mineros, pequeños agricultores o trabajadores de la construcción. Los hombres no solían acudir a estas protestas, aunque algunos animaban a las mujeres. Esto permitía una movilización más efectiva ya que su presencia las habría puesto en peligro.

### Protestas y reivindicaciones
Las protestas se dirigen a la Prefectura, a la Subprefectura o a la Casa consitorial.En Dunkerque, por ejemplo, según el comisario de policía:

el 17 de abril de 1941, hacia las 10 de la mañana, 200 mujeres aproximadamente [...] fueron al ayuntamiento de Dunkerque y exigieron [...] tarjetas de pan adicionales. Al ser rechazadas, se dirigieron a la subprefectura, donde fueron rechazadas por el servicio de seguridad [...]. A continuación, los manifestantes volvieron en pequeños grupos hacia el ayuntamiento de Dunkerque [...]. Un centenar de ellos se concentraron ante el ayuntamiento y exigieron tarjetas de pan, patatas y legumbres. Por la tarde, los manifestantes volvieron a concentrarse ante el ayuntamiento y se dirigieron a la subprefectura.

Las manifestantes a menudo enviaban una delegación de unas pocas personas, a veces entregando una petición, para exigir más alimentos, carbón u otros artículos de primera necesidad. Las reivindicaciones expresadas son puntuales y rara vez explícitamente políticas.La delegación era recibida, a veces, por el alcalde, como en Reims en febrero de 1942, o por el prefecto, como en Marsella en noviembre de 1940, o por otros funcionarios. Las discusiones subsiguientes se desarrollaron con calma y las delegadas recibieron a cambio una serie de compromisos, que tuvieron como efecto la dispersión de la concentración.

## Flujo, reflujo y respuestas de las autoridades

Mapa de las manifestaciones de amas de casa (1940-1942).

Estas manifestaciones tuvieron lugar principalmente en dos momentos, de noviembre de 1940 a julio de 1941 y de noviembre de 1941 a septiembre de 1942, en París y sus barrios de la periferia, pero también en el Norte y  el Paso de Calais, a lo largo de toda la costa mediterránea desde los Pirineos Orientales hasta los Alpes Marítimos, en Doubs, Calvados, Morbihan y otros departamentos.
Aunque algunas grandes ciudades se vieron afectadas, las protestas se producían principalmente en localidades medianas o pequeñas. Estas mujeres se manifestaban delante de gente que las conocía, lo que dice mucho de la audacia de su acción.
Los primeros movimientos de protesta tuvieron lugar en noviembre de 1940. En Carcassonne, Béziers y Marsella, las mujeres reivindicaban que les proporcionaran patatas y otros alimentos ante las prefecturas. A estas primeras manifestaciones siguieron otras sesenta hasta el verano de 1941, en la zona ocupada, especialmente en la región parisina y en el norte de Francia. En el departamento del Norte, varias de estas manifestaciones están vinculadas a la gran huelga minera de mayo-junio de 1941, un acto de resistencia colectiva a la ocupación nazi. Desde el invierno siguiente hasta septiembre de 1942, las manifestaciones de mujeres comenzaron de nuevo y se multiplicaron. Siendo más numerosas, aproximadamente el doble, ciento treinta, y se extiendieron a más departamentos, una veintena, los puntos cruciales se localizaron esta vez en el sur del Mediterráneo.

Cronología de las manifestaciones de las amas de casa durante la Ocupación.
1940
1941
1942
1943
1944

El flujo y reflujo de las manifestantes sigue un patrón estacional. Los inviernos de 1940-1941 y 1941-1942 fueron duros, lo que aumentó el sufrimiento. Hay muchas manifestaciones en invierno y primavera, períodos en que las dificultades aumentan y la escasez crece durante el periodo que precede a la siguiente cosecha. Estas manifestaciones no provocaron un levantamiento a gran escala: las autoridades de Vichy hicieron algunas concesiones a la población, que estaba hambrienta, agotada y temía la represión.
Después de 1942, las manifestaciones de amas de casa fueron más esporádicas: sólo se registraron unas cuarenta, primero entre mayo y septiembre de 1943 y luego en la primera mitad de 1944. Se integraron en movimientos más amplios que recogían otras reivindicaciones como el rechazo al Servicio de Trabajo Obligatorio y dieron paso a manifestaciones patrióticas, que se multiplicaron a partir de mayo de 1942. Algunas formaron parte de la preparación de la huelga patriótica de julio de 1944.

### Represión
Las autoridades de Vichy, alertadas por la distribución de folletos de una manifestación inminente, intentaron impedir que se celebrara desplegando policías y gendarmes, a veces con éxito, como en Froges en Isère el 17 de abril de 1942. También vigilaban los mercados. Según el prefecto de Hérault  la presencia de fuerzas de seguridad a la hora de la distribución sólo podía favorecer que las amas de casa estuvieran más tranquilas.
El gobierno de Vichy intentó frenar el movimiento prohibiendo la difusión de información sobre estas manifestaciones y advirtiendo a los alcaldes que no habría más distribución de alimentos. Las autoridades francesas, sin embargo, no se atrevieron a utilizar la violencia contra estas protestas de mujeres. En Lanester, un alto oficial de la gendarmería lo admitió: No creía que fuera necesario intervenir por la fuerza contra las madres, sino más bien por la persuasión. Lo que no le impidió realizar algunas detenciones.
En algunos casos, la policía intentaba impedir el avance de la manifestación y detener a las líderes o vigilarlas, como las activistas Alphonsine Delanois o Madeleine Porquet en el Norte. A pesar de las amenazas emitidas preventivamente, las detenciones se limitaron a una pequeña proporción de las manifestantes y las mujeres detenidas fueron liberadas rápidamente una vez identificadas, aunque algunas fueron condenadas y encarceladas. Tras una manifestación de un centenar de mujeres en Rambervillers, en Vosgos, el 13 de junio de 1942, tres de ellas fueron internadas durante unos diez días en el centro de detención preventiva de Épinal. Otras fueron arrestadas en Gard, Hérault o Lyon en 1942. Contrariamente a lo que se podría pensar, la represión ejercida por Vichy fue más brutal en la zona ocupada que en la zona sur. Si la represión contra las manifestantes fue bastante comedida, contra los organizadores, o los supuestos comunistas, fue despiadada, llegando hasta la pena de muerte.
Las fuerzas de ocupación alemanas, que no eran el objetivo principal de las reivindicaciones, se mostraron poco preocupadas. Las autoridades alemanas fueron mucho menos represivas con las manifestaciones de las amas de casa que con las manifestaciones patrióticas. Consideraban que la represión de estas manifestaciones er una cuestión de orden público y, por tanto, responsabilidad del gobierno de Vichy. Sólo pensaban intervenir si la policía francesa fuera incapaz de afrontar la situación sola. Tal fue el caso en Lorient el 29 de abril de 1942, cuando la policía alemana dispersó a un grupo de trescientas cincuenta manifestantes. No obstante, los alemanes prestaban especial atención y su policía estaba particularmente preocupada por el papel del Partido Comunista en la organización de estas manifestaciones.

### Entre concesiones y miedo al contagio
En ocasiones, las autoridades de Vichy aceptaron distribuir las reservas de alimentos disponibles localmente u organizar traslados de una región a otra. Los prefectos advertían periódicamente de la dramática situación del abastecimiento en su departamento.

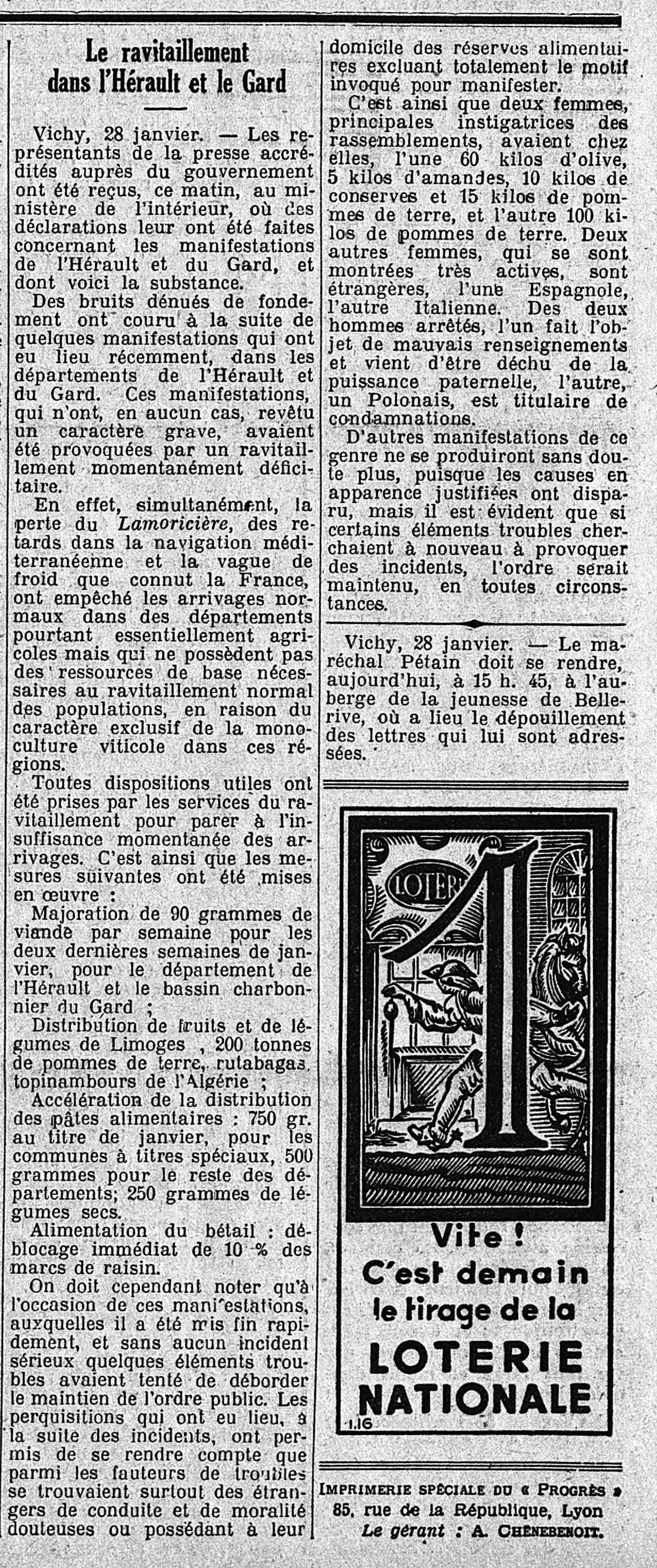
Suministros en Hérault y Gard. Artículo en Le Temps,. BNF, Gallica.

En enero de 1942, para mostrar su preocupación, el ministro de Economía, Yves Bouthillier, visitó Hérault. Al mismo tiempo, el Ministerio del Interior anunció en la prensa las distribuciones complementarias concedidas a las amas de casa en Hérault y Gard. El periódico Le Temps del 29 de enero de 1942 dio los detalles. En febrero de 1942, el Prefecto del Sena anunció a sus superiores que había distribuido víveres tras las manifestantes. También se organizaron repartos de víveres en Hérault. En Rennes, una manifestación de amas de casa llevó al alcalde a aceptar a todos los niños en los comedores escolares.
Por temor a un efecto dominó, el prefecto regional de Marsella dio instrucciones a sus subordinados para que no cedieran, o al menos que no lo pareciera, a los intentos de chantaje de las multitudes. Los prefectos de Var y Alpes Marítimos informaron que una de las proclamas decía que era necesario manifestarse si querías obtener comida. El prefecto del Doubs ordenó a los alcaldes que no recibieran a más delegaciones.
El alcalde de Bandol, en el Var, y la policía consideraronn que la manifestación del 3 de febrero de 1942 fue provocada por concesiones hechas en otras localidades. Para movilizarse, los organizadores se apoyaban en lo que las manifestantes han conseguido en otros lugares, como en Lanester, donde el folleto distribuido durante la noche del 16 de abril de1942 expone:

Amas de casa [...], nuestros hijos tienen hambre. Siguiendo el ejemplo de las mujeres del distrito 20 de París, de las amas de Casa de Troyes, Belfort, Reims, que, a raíz de sus peticiones, han conseguido un aumento de los suministros, exijamos [más] pan. Para que el trigo siga siendo francés, firmemos listas de peticiones y manifestemos nuestro descontento ante los ayuntamientos..

En general, las promesas hechas a los manifestantes se cumplieron con frecuencia en 1940-1941 y con mayor dificultad en 1941-1942 porque el gobierno temía el contagio.

## Arcaísmo y Resistencia

### Espontaneidad relativa
El carácter estacional de estos acontecimientos, el hecho de que se desarrollen en un espacio limitado y durante un breve periodo de tiempo, el hecho de que sean mayoritariamente femeninos, el papel que desempeñan los rumores en su desencadenamiento y las rivalidades entre localidades que se ponen en juego durante los mismos hacen que presenten una serie de características específicas que recuerdan a las revueltas alimentarias del Antiguo Régimen, disturbios provocados por la escasez de alimentos, en particular de trigo.  La protesta suele comenzar en el mercado de la ciudad, donde la ausencia de uno u otro producto esencial desencadena la indignación.
Estas manifestaciones tienen lugar en un contexto en el que el mercado negro aún no está muy extendido, como lo estará al final de la Ocupación. Su existencia, que beneficia sobre todo a los privilegiados, exacerba la ira popular y mantiene en algunas personas la ilusión de una abundancia oculta, de existencias importantes que existen en otros lugares. El prefecto de Bocas del Ródano informó en 1941: Se dice que, sobre todo en los territorios montañosos, la carne, las aves, los huevos, la leche, la mantequilla y el queso se encuentran en abundancia en los mercados. Así pues, como una parte de la opinión pública cree en las reservas ocultas, piensa que la escasez procede del mercado negro, que desvía los flujos. Aunque el mercado negro es una consecuencia de la escasez, se considera una causa. En términos generales, quienes se consideran responsables de las dificultades cotidianas son los "otros": comerciantes, judíos, campesinos, funcionarios de Abastos, habitantes de otros departamentos, etc.
Sin embargo, es necesario cuestionar la naturaleza espontánea de estos movimientos. Si bien su aparición sin preparación aparece claramente en Doubs o en Var en 1942, no siempre ocurre lo mismo en otros lugares. De hecho, vemos también a las manifestantes responder al llamamiento a través de octavillas, sin firmar y relativas a reivindicaciones materiales. Estas octavillas son a veces auténticos periódicos, como La Voix des femmes o Ménagères, que denunciaban la falta de carbón, pan y leche. También se pueden encontrar en Aulnay-sous-Bois, el 16 de febreo de 1942, la policía rompió rápidamente un cartel manuscrito donde ponía: "Abastecimiento, la verdad, aquí está" ante el que se congregó una multitud.
La situación especialmente difícil y la agitación política constituyeron un nexo causal. En las regiones Nord y Pas-de-Calais, por ejemplo, las restricciones eran muy severas debido al duro régimen de ocupación, incluso más que en otros lugares. Las raciones de alimentos fueron extremadamente bajas y el carbón escaseaba. Sin embargo, la situación catastrófica no es el único factor que explica la fuerte movilización en la región. Esto se debió también a las actividades clandestinas de los comunistas, que estaban bien consolidados y distribuían una prensa clandestina para la lucha, L'Enchaîné y sobre todo La Ménagère du Nord.

### Estrategia comunista

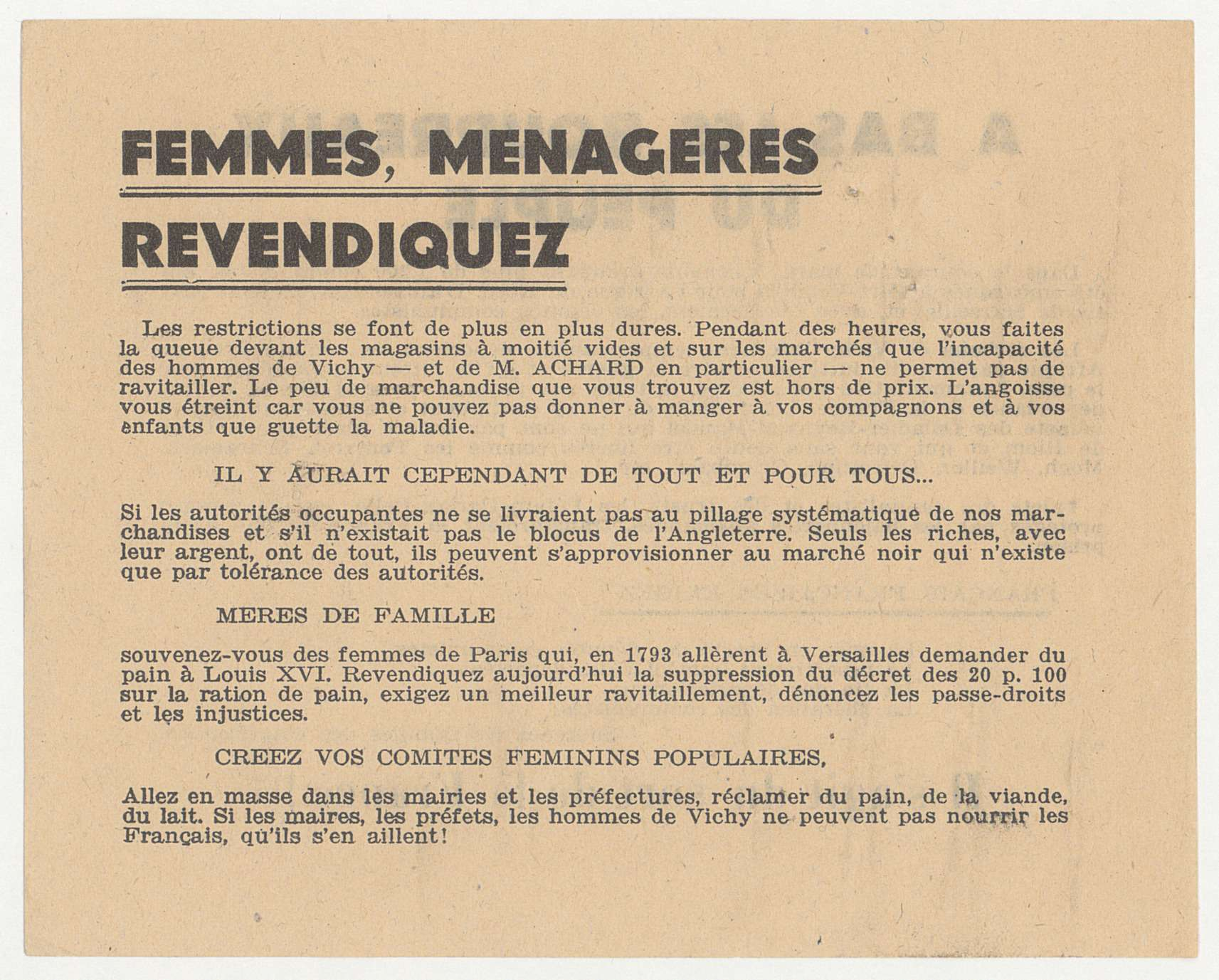
Folleto del Partido Comunista Francés llamando a las amas de casa a presentar reivindicaciones, 1941. Archivos Nacionales.

De hecho, los comunistas jugaron un papel en la organización de estas manifestaciones. Las manifestaciones de la primavera de 1941 tuvieron lugar abrumadoramente en los municipios obreros, que habían sido dirigidos por el Frente Popular antes de la guerra, en el cinturón rojo, suburbios parisinos, en el Norte y en el Paso de Calais. La expansión geográfica de estos movimientos en el invierno y la primavera de 1941-1942 también fue apoyada por los comunistas, lo que no impidió que hubiera otras iniciativas locales.

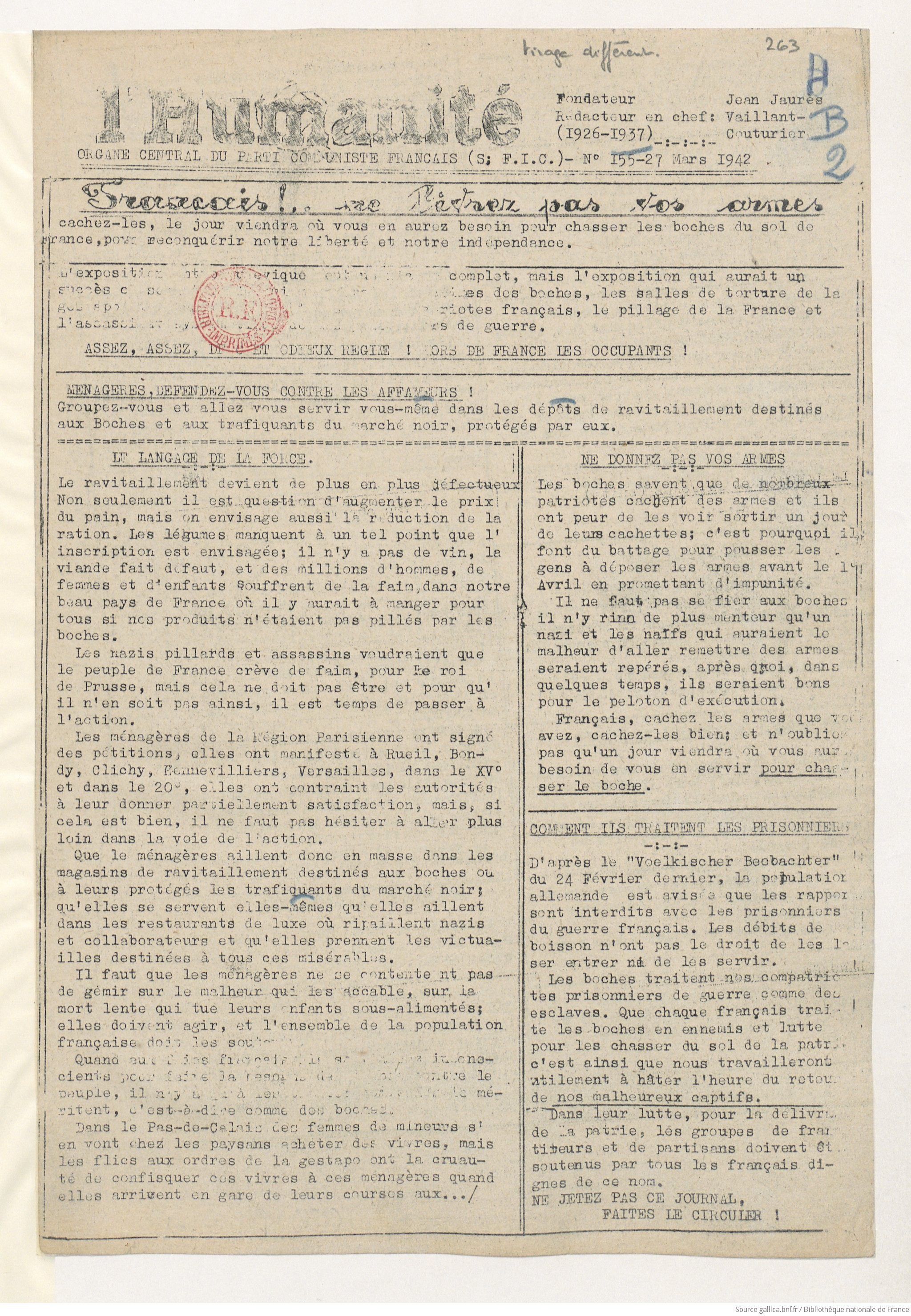
Periódico L'Humanité (zona norte), 27 de marzo de 1942, una sola página. BNF: Gallica.

En abril de 1941, L'Humanité clandestina lanzó un llamamiento a las mujeres para que fueran "En masa en los ayuntamientos para reclamar lo que se les debe".  En 1942, L'Humanité fue más allá, contando en enero cómo las amas de casa de Amiens habían echado mano de las reservas de carbón en el depósito ferroviario y proclamando, el 27 de marzo de 1942 "Que las amas de casa acudan en masa a los almacenes destinados a los alemanes o a sus protegidos, los traficantes del mercado negro, y que se sirvan ellas mismas". En París, el 31 de mayo de 1942, los comunistas, entre ellos mujeres como Madeleine Marzin, organizaron la Manifestación de la calle Buci, donde las manifestantes se apoderaron de las conservas de una tienda. . El 1 de agosto de 1942, una turba, en la que la resistente comunista Lise London desempeñó un papel importante, se organizó frente a una tienda de Félix Potn en la calle Daguerre.
Tomando el pulso al descontento social, el Partido Comunista Francés eligió deliberadamente apoyar y desarrollar este movimiento, especialmente después del punto de inflexión de junio de 1941, cuando, como consecuencia de la Operación Barbarroja, invasión de la URSS por Alemania, se lanzó a la lucha armada. Esto le dio visibilidad allí donde se estableció y una nueva influencia en círculos en los que hasta entonces había tenido poca repercusión, como entre las mujeres, y que las autoridades difícilmente podían reprimir sin generar polémica, al tiempo que le permitía mantener en la sombra a curtidos activistas comunistas, útiles para organizar los movimientos de la Resistencia. Las mujeres que participaron en las manifestaciones eran, en parte, esposas de prisioneros comunistas, detenidos por Vichy y los nazis, o de huelguistas que participaban en la gran huelga minera de mayo-junio de 1941 en Nord-Pas-de-Calais.  A pesar de esta elección estratégica, los comunistas no controlaron completamente el movimiento, que tiene su propia lógica, vinculada al papel social de la mujer.
Los gaullistas, por el contrario, no se posicionaron en el terreno social. De Gaulle, en calidad de jefe de Estado, se limitó a llamar a manifestaciones vinculadas a las celebraciones de la soberanía y a las manifestaciones patrióticas.

### Una resistencia femenina
Las manifestaciones de amas de casa son un fenómeno importante, pero que se ha ignorado durante mucho tiempo, porque la Resistencia se asocia tradicionalmente a la lucha armada y se considera sobre todo una lucha masculina. La movilización de las mujeres contra la pobreza, con sus objetivos prácticos y materiales, no parecía encajar en este contexto.
Ahora bien, Jean-François Condette demuestra que la definición de la Resistencia centrada en la acción armada de liberación es demasiado estrecha y no tiene en cuenta la gran diversidad de actos de resistencia. La resistencia se define ante todo por la intención consciente de rechazar y perjudicar a las fuerzas de ocupación o a sus cómplices. En este contexto, las manifestaciones de las amas de casa, que son una forma de transgresión que defiende la dignidad de las personas, tienen un cierto grado de politización y rechazo del orden establecido.
Las manifestaciones de las amas de casa son a menudo el preludio de manifestaciones patrióticas y son una etapa de la politización de los participantes, que a veces acusan explícitamente al ocupante de ser responsable de la escasez, como en el caso de la falta de patatas en Saint-Paul-Trois-Châteaux en Drôme en agosto de 1942. En el norte de Francia, las mujeres que participaron en las manifestaciones de amas de casa también participaron en las manifestaciones patrióticas. Su acción se inscribe en un rechazo global a la ocupación, estructurado por el Partido Comunista, que es, de hecho, una forma consciente de resistencia. Las militantes saben pasar de un registro a otro, como algunas mujeres detenidas por su participación en la manifestación de la calle de Buci que invocan su papel de amas de casa para justificar su presencia.
En Isère, los testimonios muestran dos casos de un proceso de entrada en la Resistencia: una madre católica de cinco hijos, miembro de una delegación que llevó una petición de víveres al prefecto en 1942 y que luego se unió a la Resistencia, y la esposa de un activista comunista que participó primero en una manifestación de amas de casa antes de pasar a la acción clandestina. Luego, algunas de estas mujeres fueron, durante la Liberación y después, candidatas a elecciones municipales o dirigentes de organizaciones de mujeres comunistas. Las protestas de las amas de casa son parte de la emancipación política de las mujeres. .Estas manifestaciones debilitaron el régimen de Vichy y contribuyeron a la ruptura progresiva entre las autoridades y la población, lo que se tradujo en particular en un número creciente de dimisiones de alcaldes.
Según Jean-Marie Guillon, las manifestaciones de amas de casa, compuestas esencialmente por mujeres que desafían a los hombres que representan la autoridad, son una forma de resistencia específicamente femenina que prolonga una difícil vida cotidiana en la que las mujeres, definidas en gran medida por su papel de amas de casa, están en primera línea. Estas manifestaciones las hacen visibles. En efecto, existe una singularidad en esta forma de resistencia femenina que se materializa a través de estas manifestaciones, reflejo del importante papel social que desempeñan las mujeres del mundo cotidiano. Pero, lógicamente, no fue la figura del ama de casa, sino la de la heroína, excepcional por definición, como Lucie Aubrac, la que se destacó tras el conflicto, primero por la Resistencia y luego por la historiografía.